# Nuestra Señora del Santísimo Sacramento y de los Santos Mártires de Canadá (título cardenalicio)
Nuestra Señora del Santísimo Sacramento y de los Santos Mártires de Canadá (en latín: Titulum Dominae Nostrae a Sanctissimo Sacramento et Sanctorum Martyrum Canadensium) es un título cardenalicio instituido por el papa Pablo VI el 5 de febrero de 1965 con la constitución apostólica Consuevit Ecclesia.
La iglesia en la que se enlaza el título fue construida en 1948, cuando la curia generalicia de los Sacerdotes del Santísimo Sacramento decidió construir una iglesia en un terreno de su propiedad. La autoridad eclesial de Roma expresó su deseo de que la futura iglesia fuese sede parroquial. Los fondos para su construcción fueron encontrados también en Canadá, por este motivo fue dedicada a los Santos martirizados en Canadá (1630-1680) y fue erigida iglesia nacional de Canadá en Roma. El título de Nostra Signora del Santissimo Sacramento fue añadido en seguida. La iglesia está a cargo de la Congregación del Santísimo Sacramento.

## Titulares
- Maurice Roy (22 de febrero de 1965 - 24 de octubre de 1985 finado)
- Paul Grégoire (28 de junio de 1988 - 30 de octubre de 1993 finado)
- Jean-Claude Turcotte (26 de noviembre de 1994 - 8 de abril de 2015 finado)
- Patrick D’Rozario (19 de noviembre de 2016)